# Klaus Friedland
Klaus Friedland (28 de junho de 1920 - 21 de março de 2010) foi um comandante de U-Boot que serviu na Kriegsmarine durante a Segunda Guerra Mundial.

## Carreira
Klaus Friedland iniciou a sua carreira militar ao ingressar na marinha de guerra alemã no ano de 1938. Comissionou e comandou o U-310 no dia 24 de fevereiro de 1943, permanecendo no comando deste até o dia 26 de setembro de 1943. Não realizou nenhuma patrulha de guerra.

### Patentes
| Offiziersanwärter    | 1 de outubro de 1938  |
| Seekadett            | 1 de julho de 1939    |
| Fähnrich zur See     | 1 de dezembro de 1939 |
| Oberfähnrich zur See | 1 de agosto de 1940   |
| Leutnant zur See     | 1 de abril de 1941    |
| Oberleutnant zur See | 1 de abril de 1943    |